# Angelo Brunetti
Angelo Brunetti, genannt Ciceruacchio (* 1800 in Rom; † 10. August 1849 in Porto Tolle), war ein italienischer Nationalist und Revolutionär, der für die Römische Republik kämpfte und Anhänger Giuseppe Garibaldis war. Er wurde nach der Niederschlagung der Revolution erschossen.